# Kreuzweg in der Friedhofsmauer (Lauda)

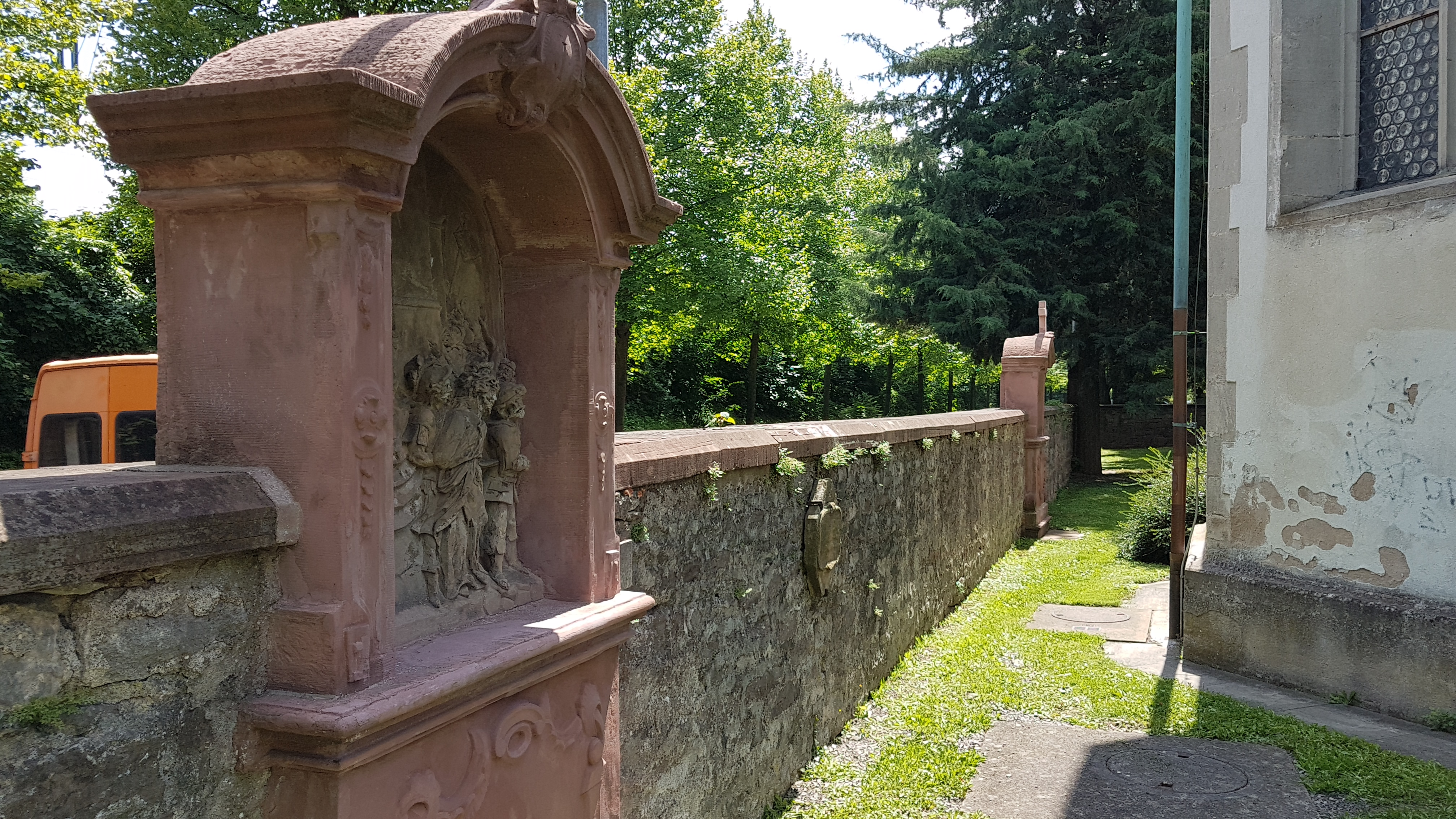
Die 1. Station des Kreuzwegs in der Friedhofsmauer beginnt hinter der Marienkirche, in der Mauer des alten Stadtfriedhofs an der Bahnhofsstraße
Blick auf die 1. bis 3. Station

Der Kreuzweg in der Friedhofsmauer befindet sich im Stadtfriedhof außerhalb der Marienkirche in Lauda im Main-Tauber-Kreis in Baden-Württemberg. Der Kreuzweg steht unter Denkmalschutz.

## Geschichte
Die Kreuzwegstationen stammen aus der Zeit um 1730. Der 14 Stationen umfassende Kreuzweg wurde von Georg Winterstein im Jahr 1782 erbaut. 1988 wurde der hochbarocke Kreuzweg auf Initiative des Heimat- und Kulturvereins  Lauda mit Unterstützung der Stadt Lauda und des Landesdenkmalamtes Baden-Württemberg restauriert, da der gelbe Sandstein durch Witterungs- und Umwelteinflüsse sehr in Mitleidenschaft gezogen wurde.

## Kreuzweg
Der Kreuzweg in der Friedhofsmauer bei der Marienkirche in Lauda umfasst die folgenden 14 Stationen:

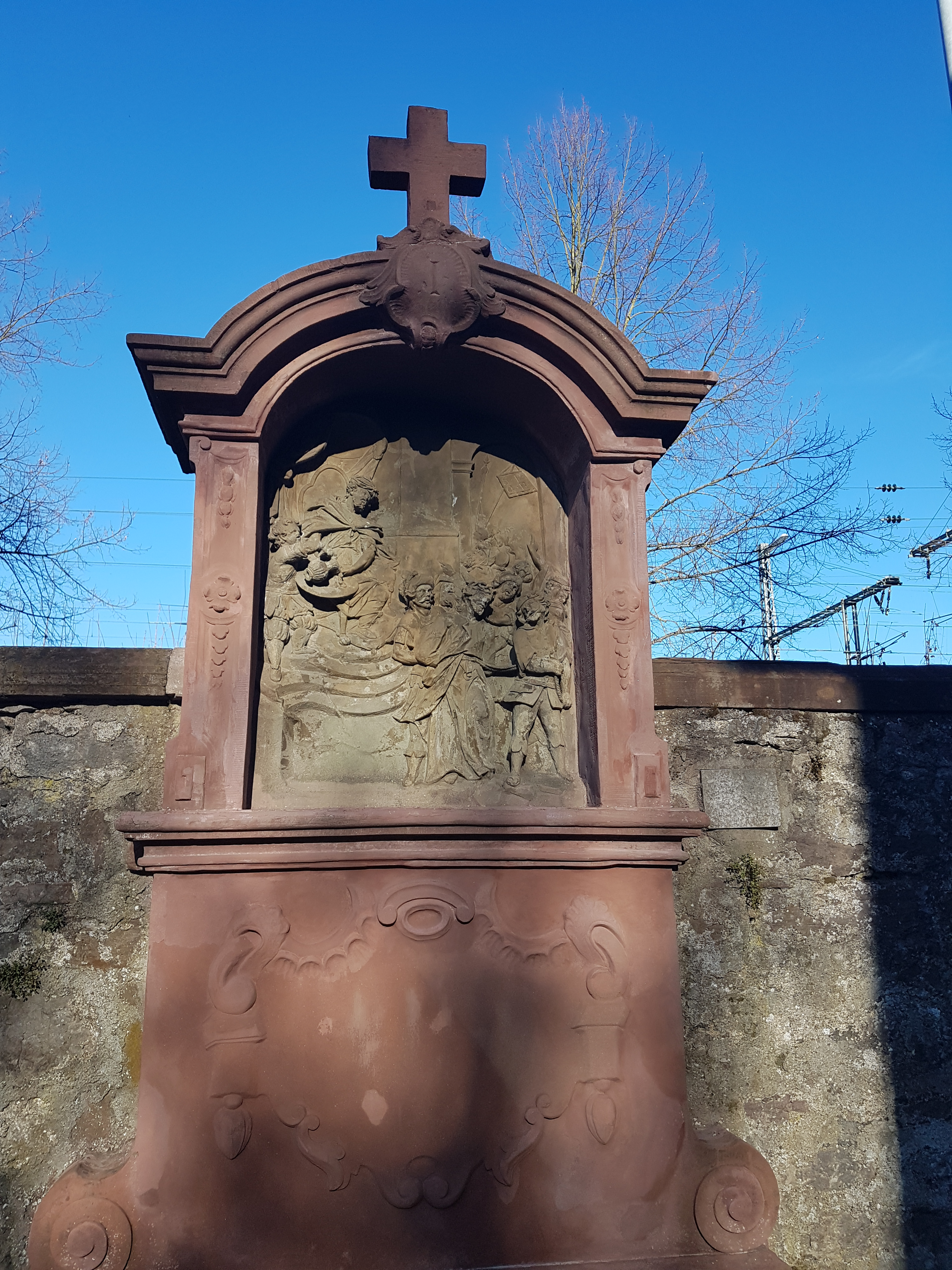
I. Jesus wird zum Tode verurteilt
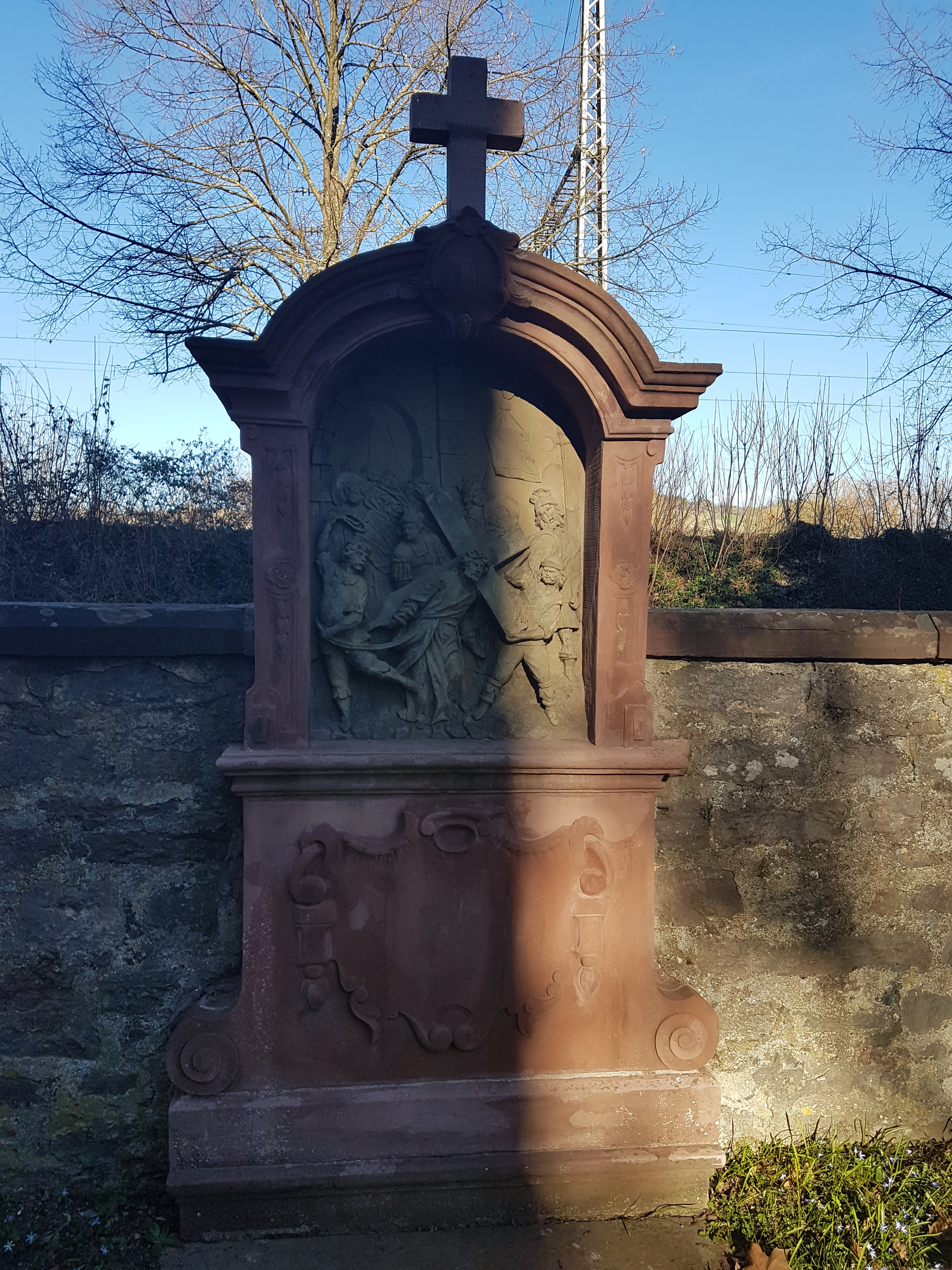
II. Jesus nimmt das Kreuz auf seine Schultern
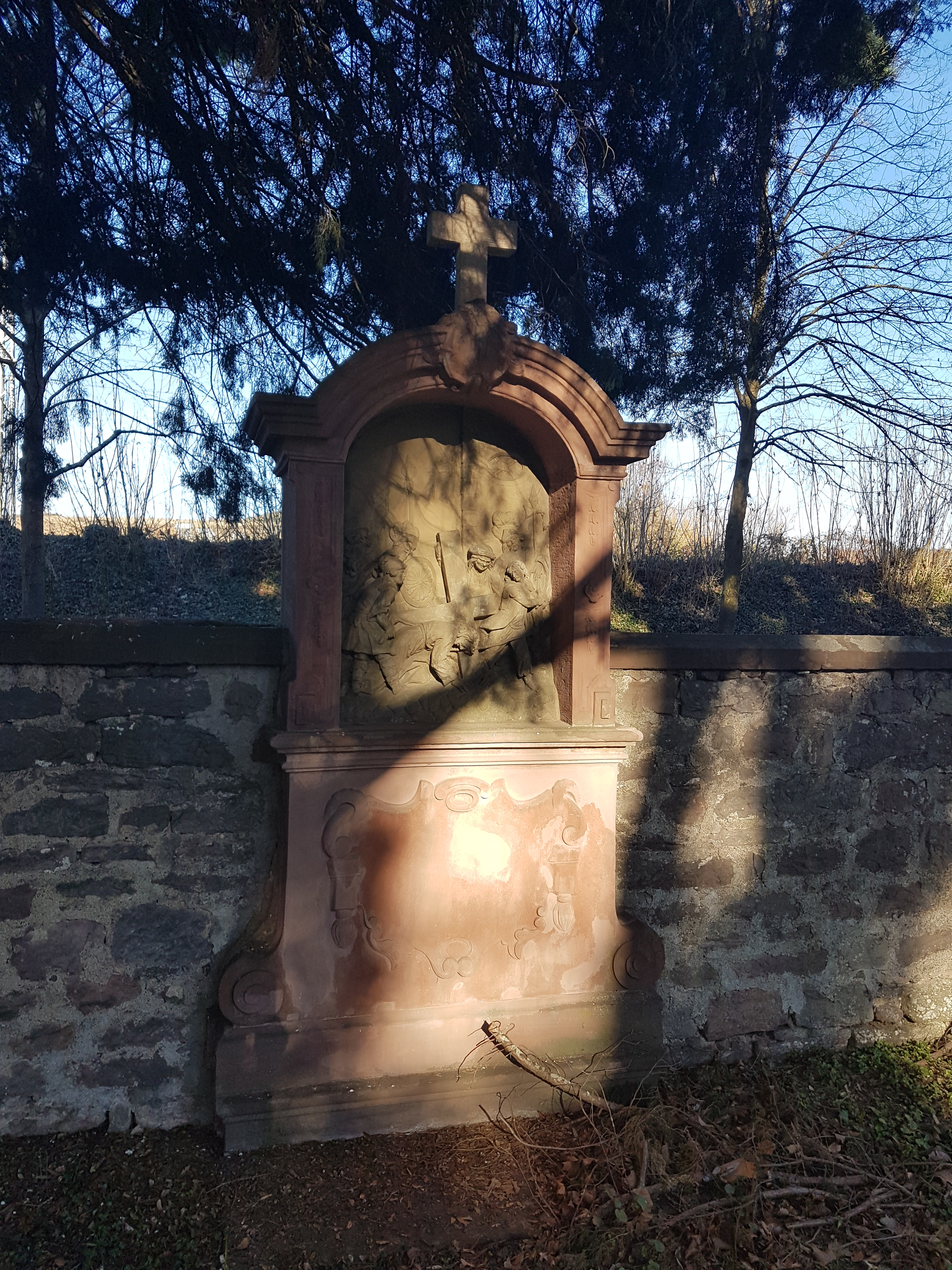
III. Jesus fällt zum ersten Mal unter dem Kreuze
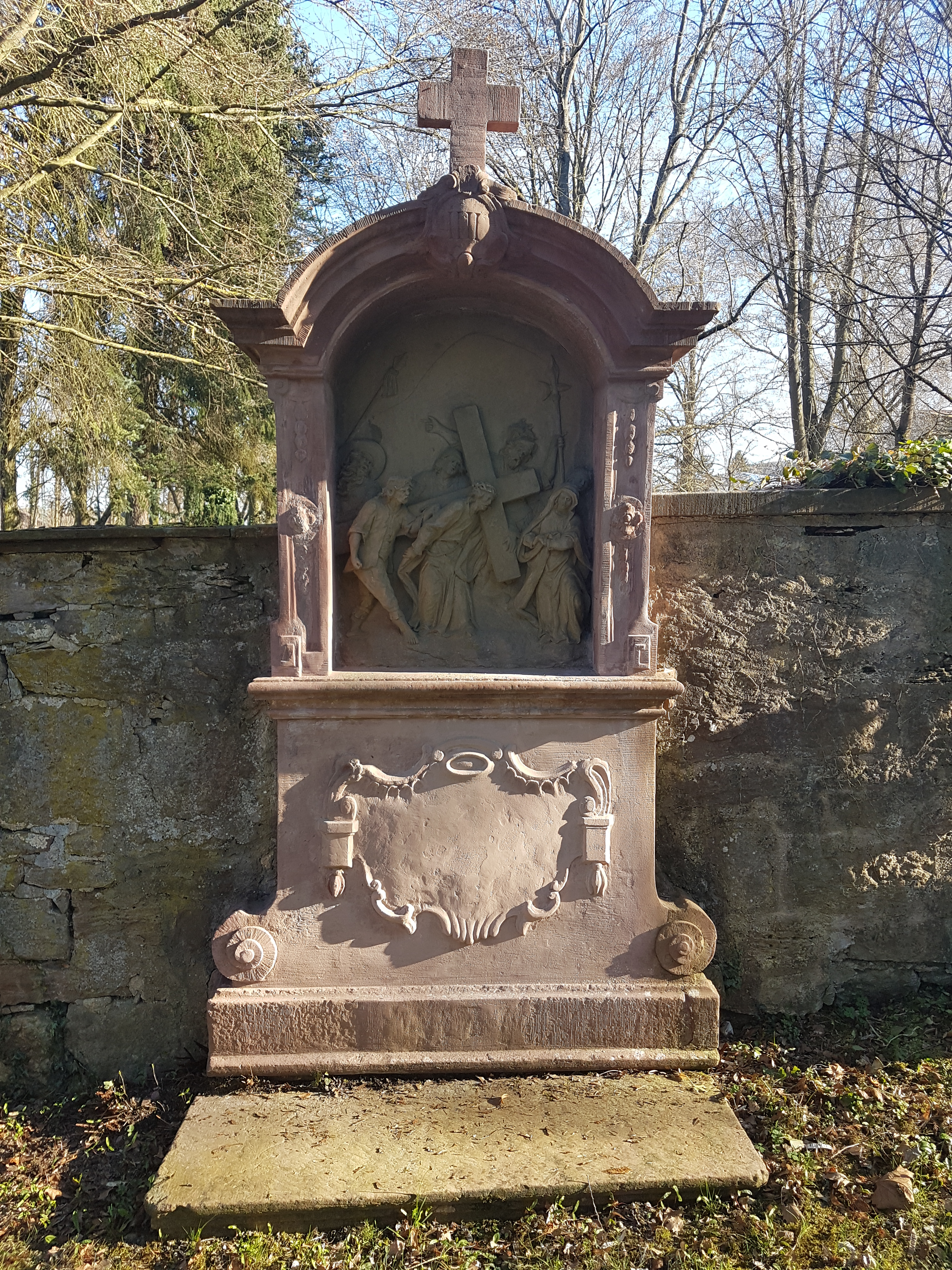
IV. Jesus begegnet seiner hl. Mutter
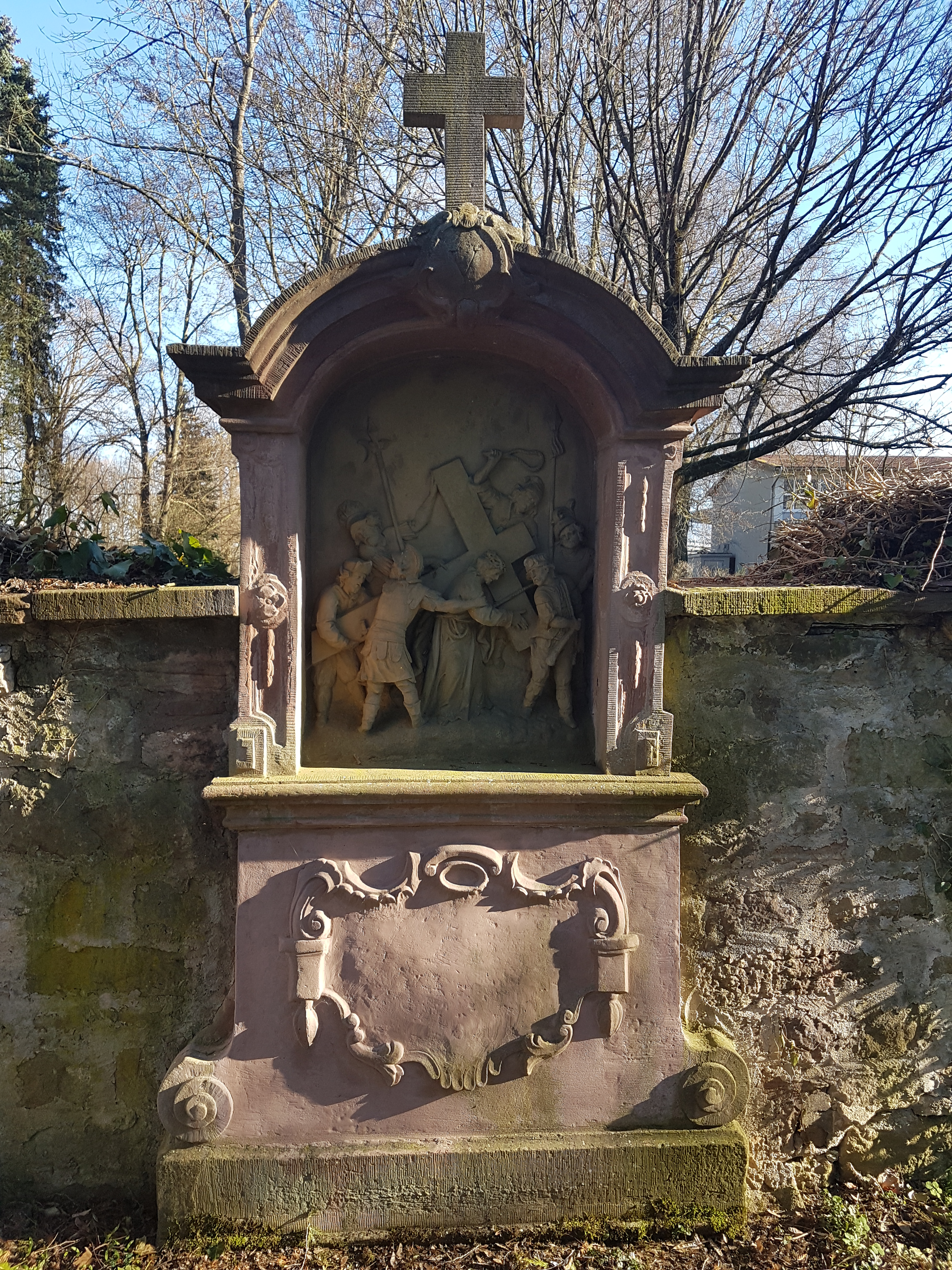
V. Simon von Cyrene hilft Jesus das Kreuz tragen
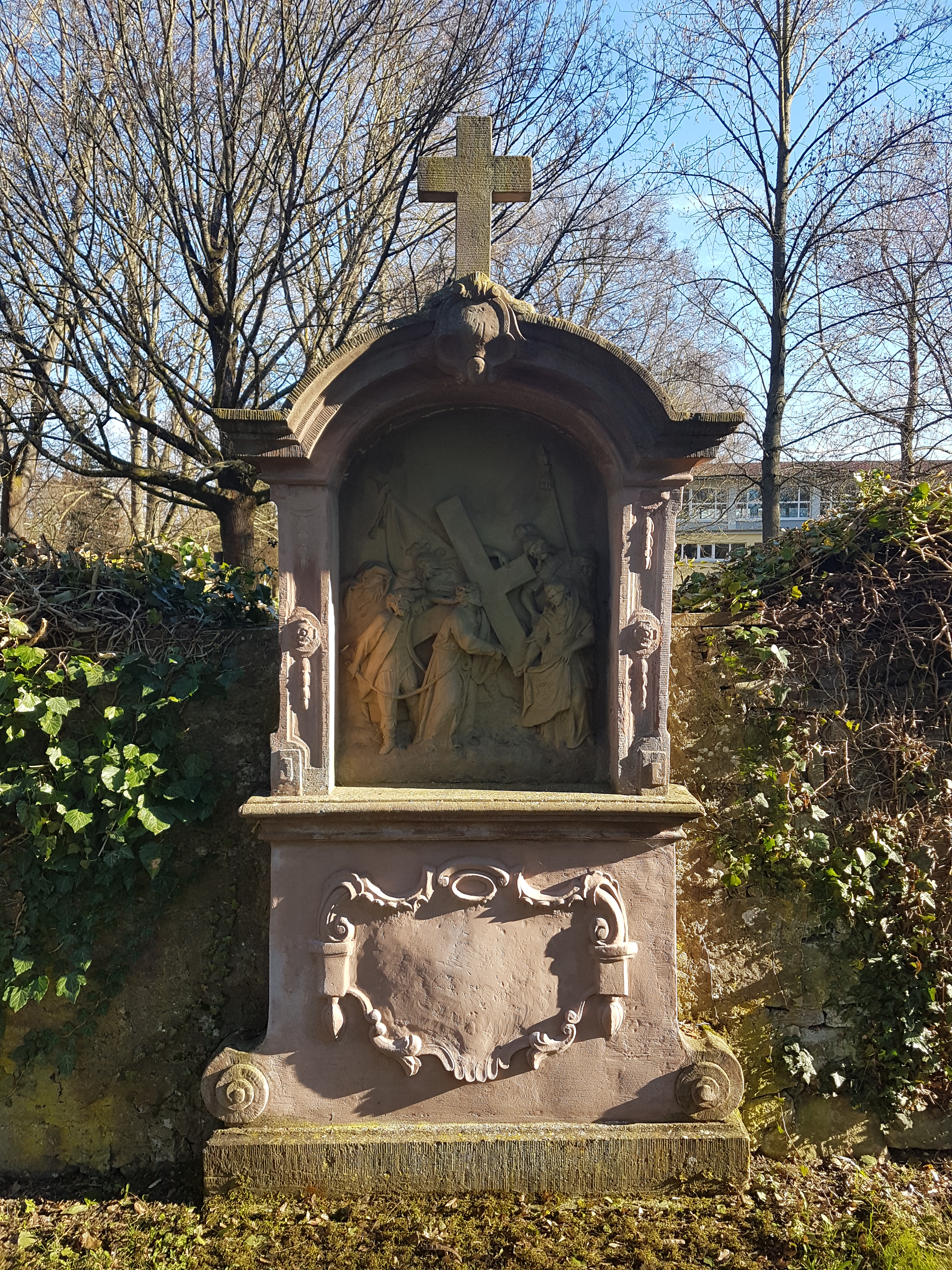
VI. Jesus fällt zum zweiten Mal unter dem Kreuze
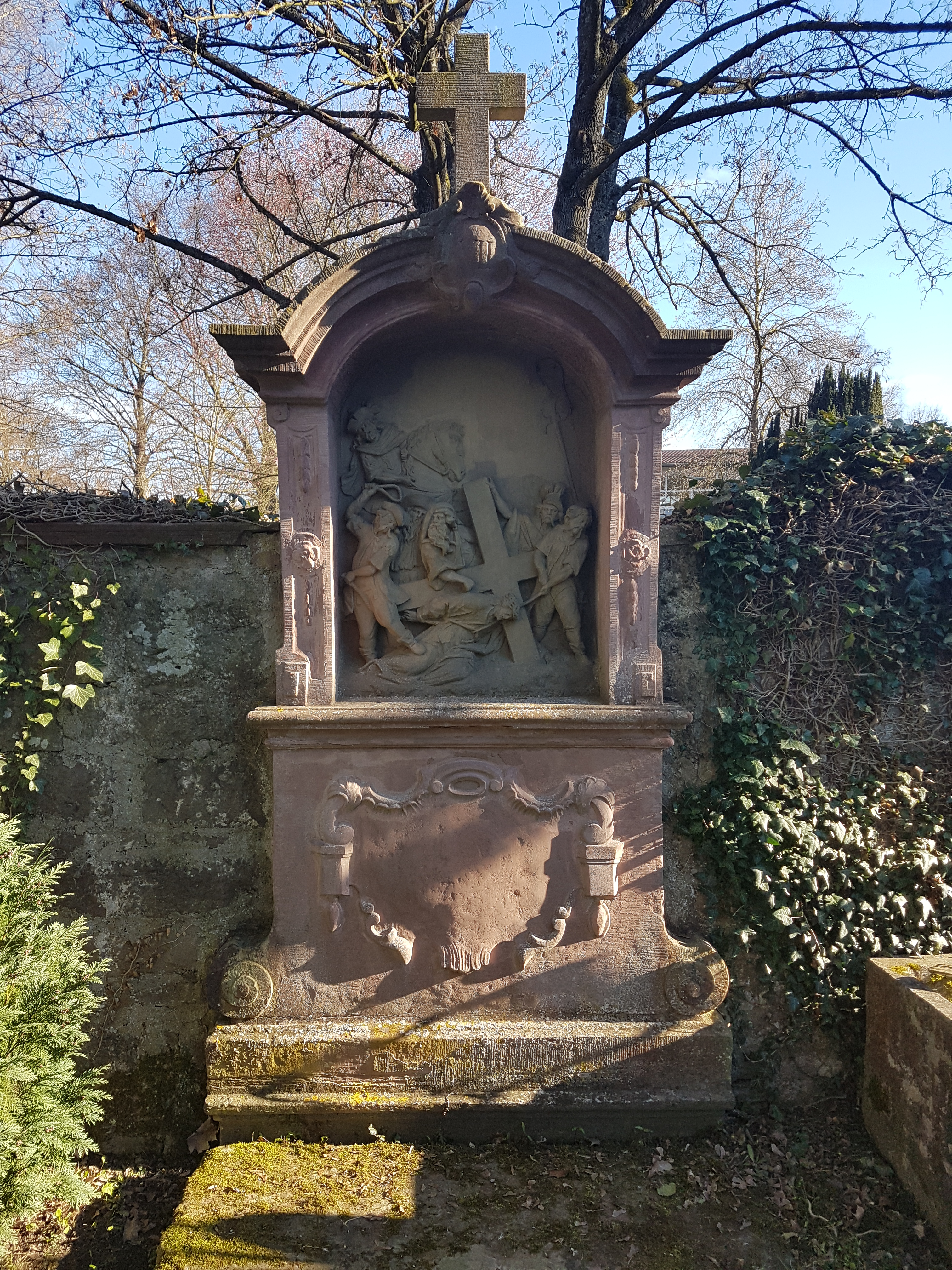
VII. Jesus tröstet die weinenden Frauen von Jerusalem
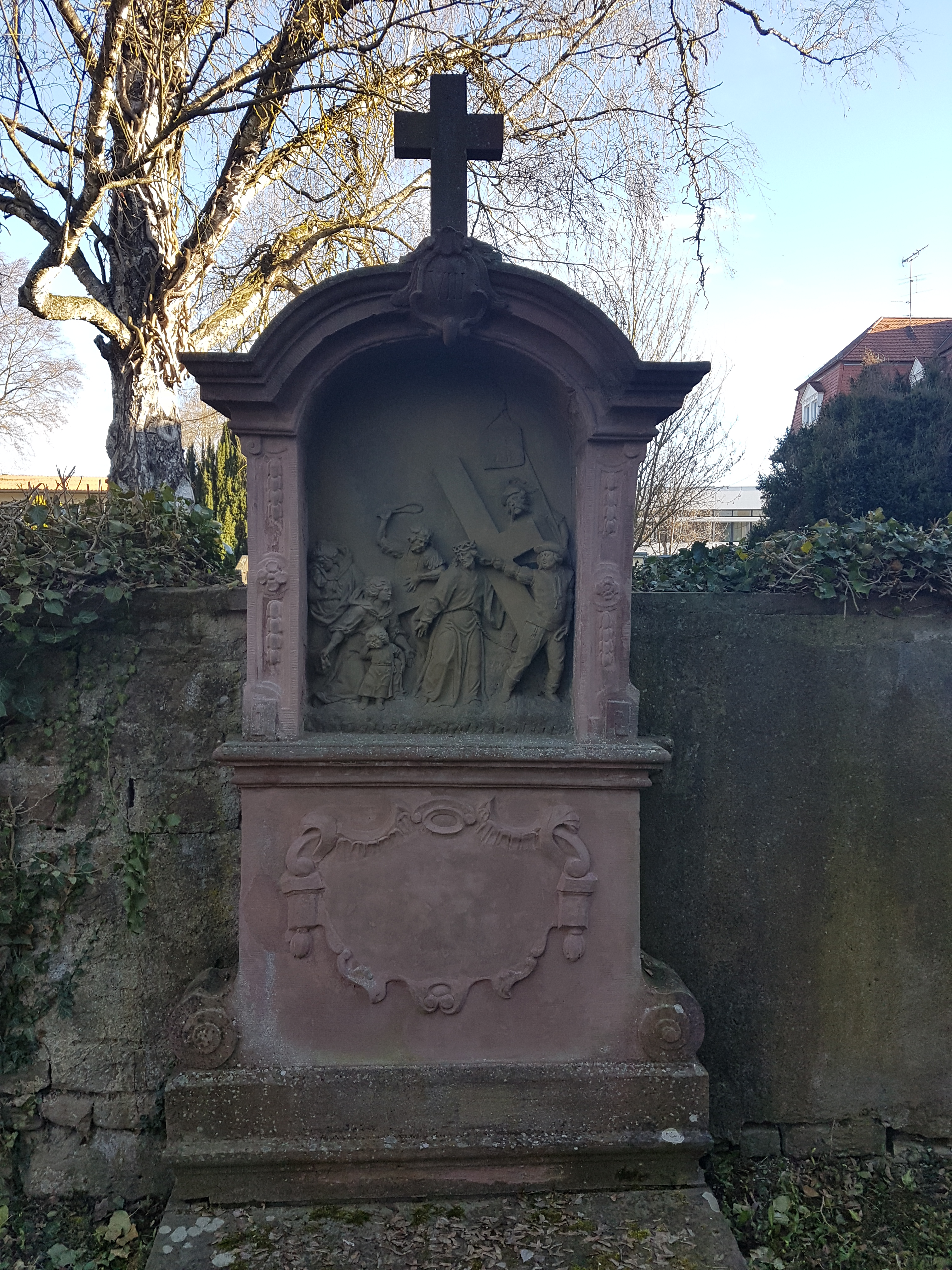
VIII. Jesus tröstet die weinenden Frauen von Jerusalem
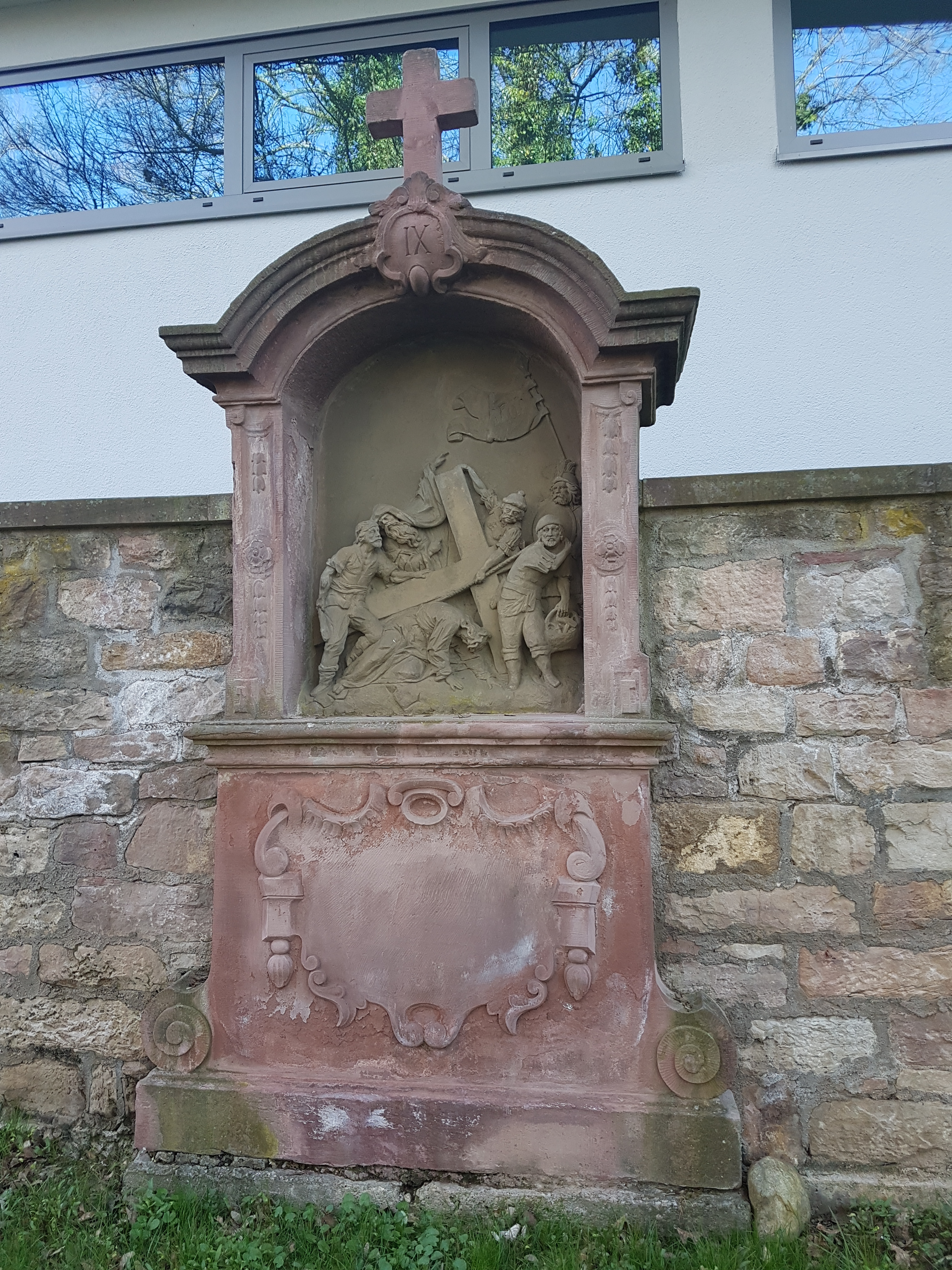
IX. Jesus fällt zum dritten Mal unter dem Kreuze
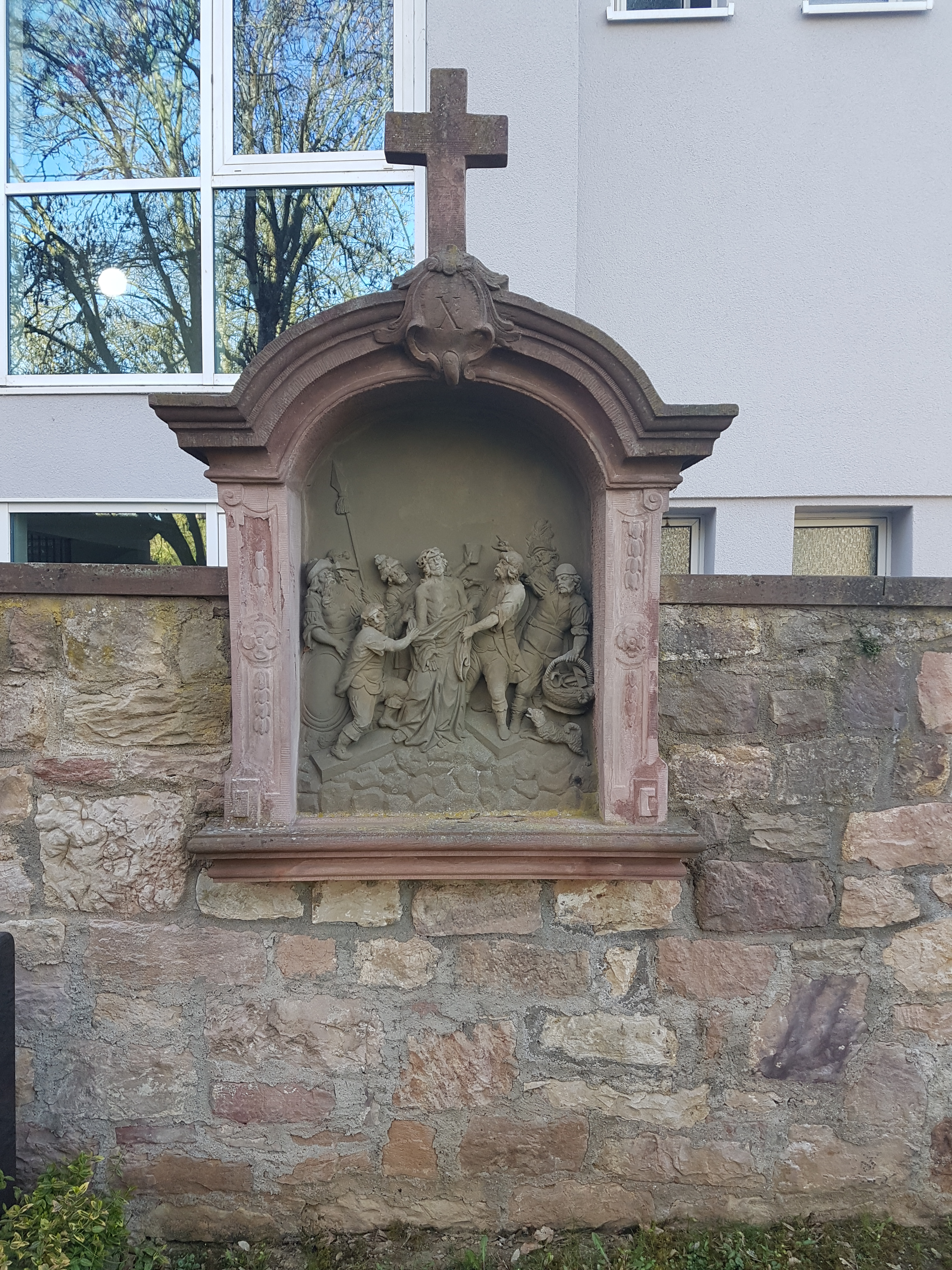
X. Jesus wird seiner Kleider beraubt
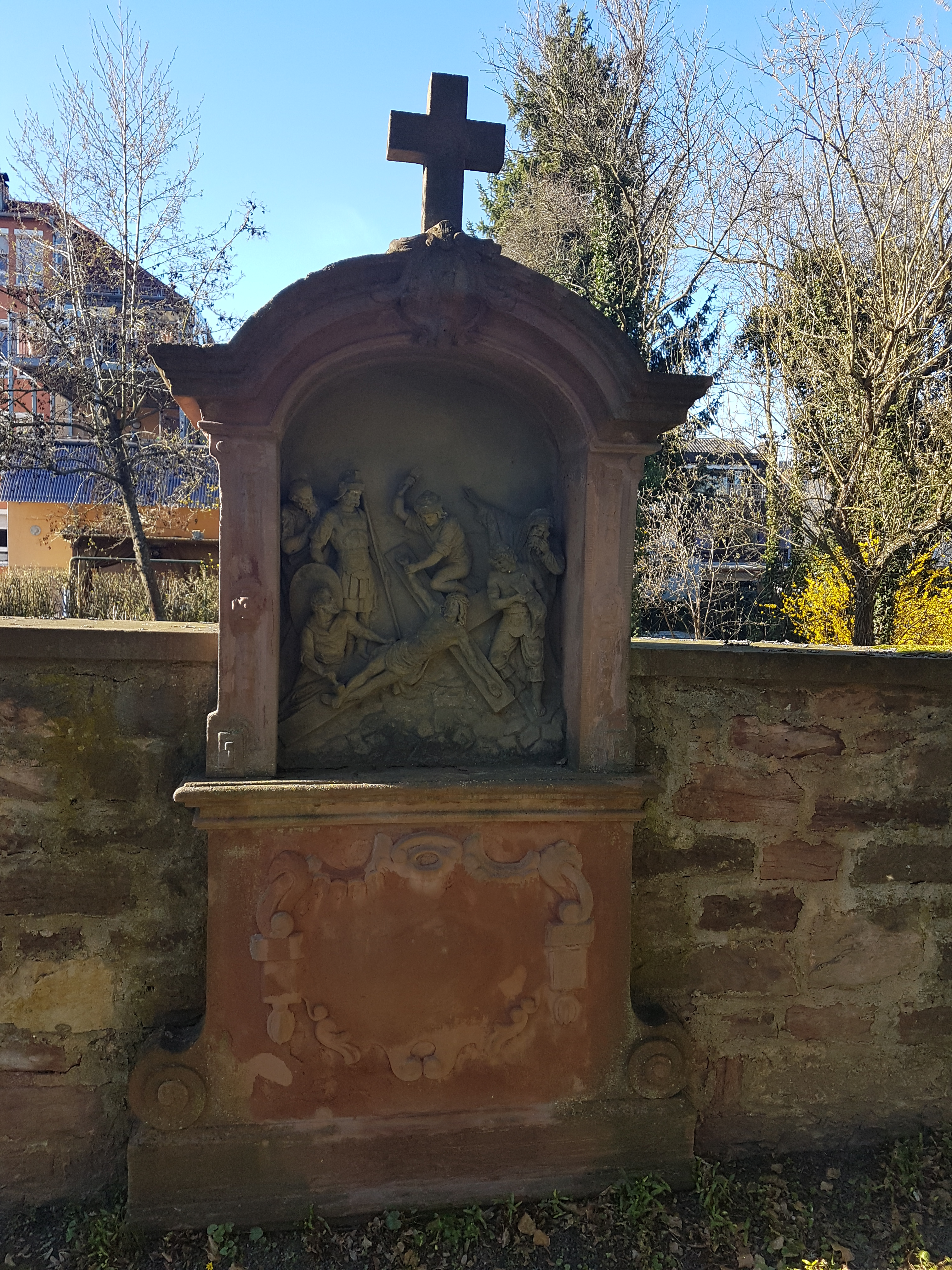
XI. Jesus wird an das Kreuz genagelt
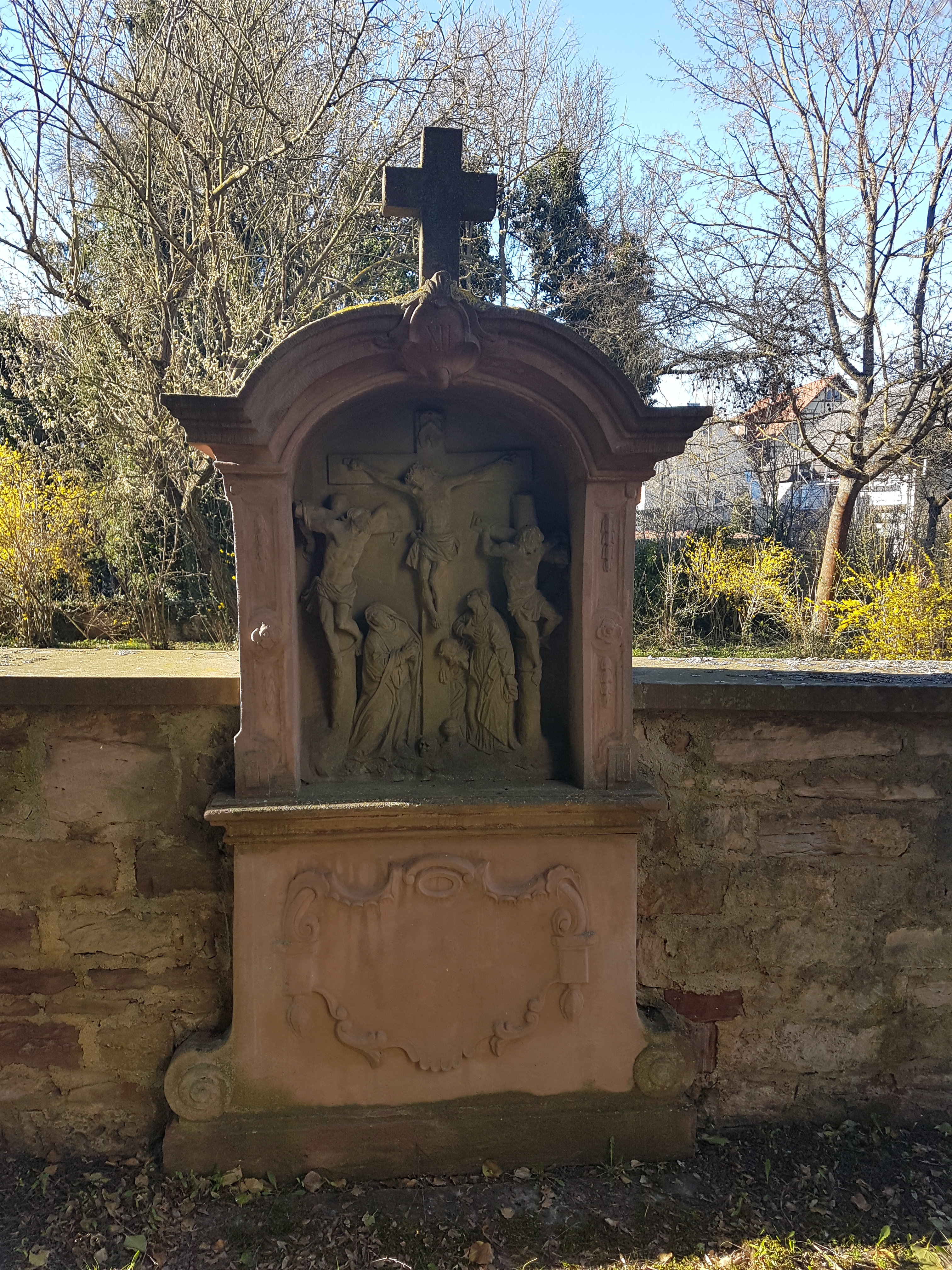
XII. Jesus stirbt am Kreuze
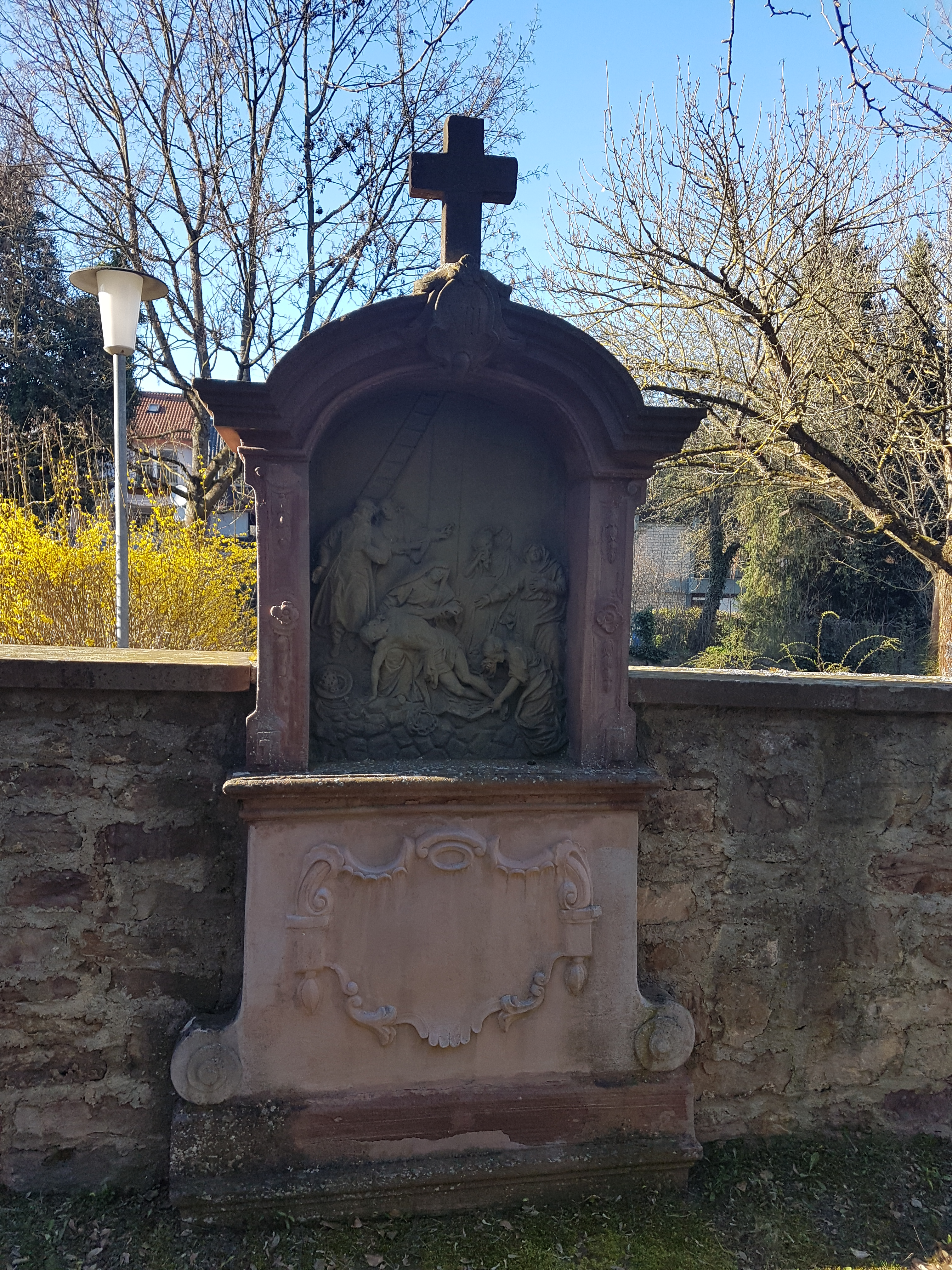
XIII. Der Leichnam Jesu wird vom Kreuze abgenommen
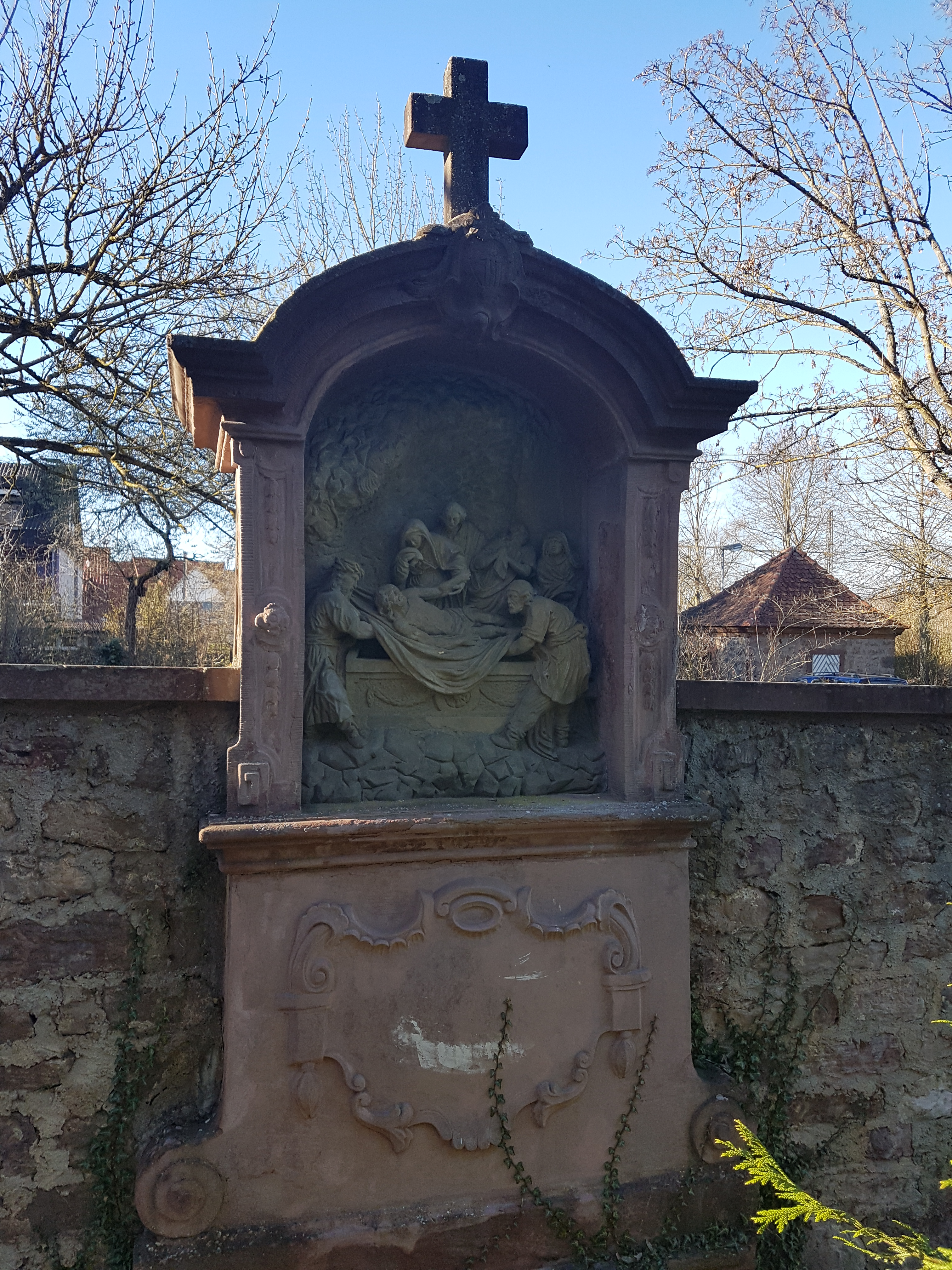
XIV. Jesus wird in das Grab gelegt